# جون كامبل (كاتب سياسي)
جون كامبل (بالإنجليزية: John Campbell)‏ هو كاتب سياسي وكاتب بريطاني، ولد في 1947.

## وصلات خارجية
- جون كامبل على موقع IMDb (الإنجليزية)